# Anna Bardaro
Anna Bardaro (Cittadella, 29 aprile 2005) è una pallavolista italiana, libero della Cuneo Granda.

## Carriera

### Club
Inizia la sua carriera pallavolistica nella stagione 2018/2019 vincendo lo scudetto under 14  ed MVP del torneo a Chioggia , nelle file delle squadre giovanili dell'Imoco, con le quali conquista altri 3 titoli nazionali 2  under 18  ed Mvp  come libero in entrambe le competizioni e 1 under 19 , e partecipa al campionato di Serie B1. Nell'annata 2021/22 e 2022/23  viene spesso aggregata in prima squadra visti i vari infortuni, con la quale ottiene la vittoria sia nel campionato mondiale per club sia in Coppa Italia e super coppa. Nella stagione 2023-24 entra stabilmente in prima squadra nella massima categoria italiana, vincendo due Supercoppe italiane, due Coppe Italia, tre scudetti, due Champions League e il campionato mondiale per club 2024.
Nella stagione 2025-26 viene ingaggiata dalla Cuneo Granda, sempre in Serie A1.

### Nazionale
Con la nazionale under 19 si aggiudica, nel 2022, il campionato europeo di categoria e, nel 2023, conquista la medaglia di bronzo al campionato mondiale. Con la nazionale under 20 si aggiudica nel 2024 la medaglia d'argento al campionato europeo, venendo premiata con il titolo di miglior libero del torneo, mentre nel 2025 vince la medaglia d'oro con l'under 21 al campionato mondiale.

## Palmarès

### Club
- Campionato italiano: 2

2023-24, 2024-25
- Coppa Italia: 3

2022-23, 2023-24, 2024-25
- Supercoppa italiana: 2

2023, 2024
- Campionato mondiale per club: 2

2022, 2024
- CEV Champions League: 2

2023-24, 2024-25

### Nazionale (competizioni minori)
- Campionato europeo under 19 2022
- Campionato mondiale under 19 2023
- Campionato europeo under 20 2024
- Campionato mondiale under 21 2025

### Premi individuali
- 2024 - Campionato europeo under 20: Miglior libero